# Inflexion Development
Inflexion Development – polska grupa zajmująca się produkcją gier na komputer Commodore 64. Założona w 1991 roku w Gliwicach przez Krzysztofa Augustyna i Marka Augustyna.

## Działalność na demoscenie
Grupa Inflexion Development zapoczątkowała swoją działalność na demoscenie C64, wydając w 1992 roku demo o nazwie Poor and Slow, które zajęło 2 miejsce na party zorganizowanym przez grupę Asphyxia w Głogowie. W skład grupy wchodzili Krzysztof "Zephyr" Augustyn (programista, grafik), Marek "Gherkin" Augustyn (programista), Jarosław "Ozone" Burkacki (programista, muzyk), Krzysztof "Tryton" Majka (programista) oraz Marek "Benji" Wyszyński (muzyk). Aktywność trwała do roku 1993.

### Wybrane produkcje
- Project Messenger[2] (C64, 1992) – program do tworzenia notek dołączanych do produkcji demoscenowych,
- 1x1 Font Editor[2] (C64, 1992) – program to tworzenia czcionek w trybie wysokiej rozdzielczości,
- Zephyr Gfx Collection[2] (C64, 1992-12-29) – kolekcja graficzna składająca się z grafik Krzysztofa "Zephyr" Augustyna. Wydana w ramach demoparty Skylight w Szczecinie[6],
- Inflexion Music Collection[2] (C64, 1993) – kolekcja muzyczna z utworami Marka "Benji" Wyszyńskiego oraz Jarosława "Ozone" Burkackiego,
- Poor and Slow (C64, 1992) – demo dyskowe wydane w trakcie demoparty Asphyxia w Głogowie[5] – zajęło 2 miejsce ustępując przełomowej produkcji grupy Elysium o nazwie Origon[5].

## Produkcja gier
Grupa rozpoczęła produkcję gier w roku 1993 współpracując z takimi wydawcami jak L.K. Avalon, Mirage Software, Timsoft, CP Verlag. W ramach marki Inflexion Development gry produkowały także zespoły utworzone z członków innej grupy z demosceny C64 – Elysium.

### Osoby współtworzące gry pod szyldem Inflexion Development
- Krzysztof Augustyn (programista, grafik, gry: Miecze Valdgira II, Eternal, Lazarus, Castle, Droid, Eoroid)
- Marek Augustyn (programista, gry: Acid Runner)
- Paweł Bondaryk (grafik, gry: Ashido)
- Krzysztof Dąbrowski (programista, gry: Ashido, Shaman, Hardtrack Composer)
- Miłosz Ignatowski (muzyk, programista, gry: Drip, Slaterman, Shaman, Hardtrack Composer)
- Tomasz Mielnik (grafik, gry: Miecze Valdgira II, Eternal, Shaman)
- Tomasz Olszewski (programista, gry: Drip, Slaterman)
- Wojciech Radziejewski (muzyk, gry: Miecze Valdgira II, Eternal, Lazarus)
- Bartosz Tabaka (muzyk, gry: Ashido)
- Mariusz Waras (grafik, gry: Slaterman, Drip)
- Marek Wyszyński (muzyk, gry: Acid Runner, Castle, Droid, Eoroid)

### Lista produkcji

#### Gry
- Eoroid[8] (C64, 1993, wydawca: L.K. Avalon)
- Acid Runner[8] (C64, 1993, wydawca: L.K. Avalon)
- Castle (C64, 1993, wydawca: L.K. Avalon)
- Droid[7] (C64, 1993, wydawca: Mirage Software)
- Slaterman (C64, 1994, wydawca: Timsoft)
- Lazarus[7][9] (C64, 1994, wydawca: Timsoft)
- Eternal[7][9] (C64, 1994, wydawca: Timsoft)
- Shaman (C64, 1995, wydawca: CP Verlag)
- Ashido (C64, 1995, wydawca: Timsoft)
- Drip[7] (C64, 1995, wydawca: Timsoft)
- Miecze Valdgira II (C64, 1995, wydawca: Timsoft)

#### Pozostałe produkcje
- Hardtrack Composer[10] (C64, 1994, wydawca: Timsoft) – edytor muzyczny